# Babiana spathacea
Babiana spathacea är en irisväxtart som först beskrevs av Carl von Linné d.y., och fick sitt nu gällande namn av Ker Gawl. Babiana spathacea ingår i släktet Babiana och familjen irisväxter. Inga underarter finns listade i Catalogue of Life.